# عمرة بنت يزيد الكلابية
عمرة بنت يزيد الكلابيّة، قيل: اسمها فاطمة بنت الضَّحَّاك بن سفيان الكلابي، وقيل: عَمْرَة بنت يَزِيد، وهي صحابية من  اللاتي تزوجهن النبي محمد صلى الله عليه وسلّم، ولم يدخل بهن.
أورد الرواة روايات متضاربة عن سبب مفارقة رسول الله إياها. وقيل: تزوجها رسول الله صَلَّى الله عليه وسلم، فكانت عنده ما شاء الله، ثم طلقها، وقليل من العلماء يذكرها، وقيل: إنه طلقها ولم يدخل بها، وإنها تزوجت ــ قبل أن يحرّم الله عز وجل نساءه ــ ابن عم لها من قومها، فولدت فيهم، وقيل: إنها هي التي رأى بها بياضًا فطلقها، وقيل: تزوّجها رسولُ الله صَلَّى الله عليه وسلم، فبلغه أن بها برصًا فطلقها، ولم يدخل بها، وقيل إنها التي تزوّجها رسول الله صَلَّى الله عليه وسلم فتعوّذت منه حين أدخلت عليه فقال لها: «لَقَدْ عُذْتِ بمعاذٍ» فطلّقها وأمر أسامة بن زيد فمتعها بثلاثة أثواب، وفي رواية: فقال رسول الله: «لقد عذت بعظيم، الْحَقِي بأهلك».  وروى أبو مصعب إسماعيل بن مصعب، عن شيخ من رهطها ــ يعني: الكلابية: أنّها توفّيت سنة ستّين.